# Batin Baru
Batin Baru is een bestuurslaag in het regentschap Bener Meriah van de provincie Atjeh, Indonesië. Batin Baru telt 503 inwoners (volkstelling 2010).